# Rogelio González Vinoles
Rogelio González Vinoles, más conocido como El Zurdo de Bielva (La Habana, Cuba; 12 de septiembre de 1896 - Cantabria, España; 14 de marzo de 1960), fue un destacado jugador español de bolo palma. Ofrece la peculiaridad de que ni era zurdo ni era de la localidad Bielva, y sin embargo se identificó con esta tierra de sus padres, donde vivió y murió.

## Biografía
Era habitual a finales del siglo XIX, ver emigrar a muchos españoles de la cornisa cantábrica a Cuba, tanto gallegos, asturianos como cántabros emprendían el viaje por el Atlántico en busca de trabajo en las islas. Así, el padre de Rogelio González, Miguel González Quintanal, emigró a La Habana (Cuba), donde fruto de su matrimonio con una cubana, Vitorina Vinoles Horta nace, Rogelio González en el 12 de septiembre de 1896, el cuarto de los siete hijos habidos de esta unión. 
Con apenas un año de edad, Rogelio y su familia regresan a Cantabria y se establecen en Bielva (actual localidad del municipio de Herrerías), lugar natal del padre de Rogelio. En Bielva Rogelio aprendió a jugar a los bolos. La bolera donde aprendió y practicó sus habilidades la construyó él mismo (en la actualidad bolera "Rogelio González") y la cuidaba con tal esmero que apenas dejaba jugar a sus propios hermanos en ella. En este pueblo enraizó y desarrolló su vida deportiva.
En diversos escritos se cuenta que hasta la edad de 16 años lo mismo jugaba con la diestra que con la zurda. De este hecho posiblemente procede el que en algún momento le llamarán el hombre de las dos mentiras porque ni era de Bielva ni era zurdo. Rogelio siguió jugando a los bolos y dibujando su estilo, el entrenamiento y la afición le llevan a participar en diversos concursos provinciales con resultados poco brillantes. 

### Época en Cuba
A los 22 años emigró a la isla de Cuba con la intención de buscar trabajo. Allí comenzó a frecuentar el Centro Asturiano de La Habana, en donde se practicaba una modalidad bolística, conocida como Bolo Cubano, que se caracterizaba porque el bolo es de panza abultada y exceso de peso.
Rogelio se aficionó rápidamente y la nueva modalidad le obliga a practicar continuamente lo que le llevó a desarrollar su pulso y será origen de su forma de juego, desde entonces buscaría el impacto directo en la base del bolo, el estacazo, y es en este tiro donde fundamentaría su futura técnica. Este tipo de habilidad le permitiría realizar más tarde todo tipo de filigranas bolísticas y que darían lugar a toda una leyenda alrededor de su figura.

### El mito
Regresó a Cantabria en 1929 y años más tarde comenzaría una amistad con el Zurdo de Mazcuerras. Ambos decidieron participar en el concurso de la Cuerda Royalty representando a la localidad de Mazcuerras. Con cuatro emboques de Rogelio, la pareja de los Zurdos se proclamaría campeones del 2º Concurso de La Cuerda. Desde entonces cosecharían innumerables triunfos por las boleras de Cantabria y Asturias.
En 1934 se proclama campeón de la copa Presidente de la República en una final donde Ángel Maza le sacaba ocho bolos a falta de dos tiradas. Días más tarde volvería a triunfar frente a Federico Mallavia en el concurso Asilo de la Caridad. La derrota de Ico, considerado el mejor jugador de todos los tiempos, suscitaría una virulenta polémica sobre quién es el mejor jugador de ese momento. La afición se dividió y se montó un desafío para determinar cuál de los dos es mejor. 
Los dos contendientes no eran ajenos a la pasión suscitada por la afición bolística cántabra que deseaba un enfrentamiento entre dos formas de juego perfectamente diferenciadas, el pulso frente a la eficacia. Para solucionar el dilema se concierta un desafío en Cabezón de la Sal el 15 de julio de 1934. Se jugaron un premio de 500 pesetas y cada jornada los jugadores apostaban 100 pesetas. La expectación era enorme, los aficionados se contaban por centenares y abarrotaban la vieja bolera de Barrecabras. Este primer envite lo gana el Zurdo por 8-4. El segundo enfrentamiento se jugó el día 29, y Rogelio volvió hacerse con el triunfo. El 5 de agosto tuvo lugar el tercer encuentro. Este tercer día la puntuación quedó con 23 a 14 a favor del de Bielva. El último encuentro se retrasó hasta el 28 de octubre, ganando Rogelio este memorable desafío, si bien Federico Mallavia, en una tarde de inspiración y buen juego rebajó la ventaja, quedando en 25 puntos por 24, lo que sirvió para que las discusiones no cesaran. 
El Zurdo era un especialista del emboque debido a su excepcional puntería y precisión matemática. Sin embargo nunca ganó un trofeo de emboques, aunque esta jugada le proporcionó singulares victorias y campeonatos.
Se cuentan por decenas las anécdotas del Zurdo, ganó cuantiosos premios por toda la geografía cántabra, destacando su facilidad de emboque y por su excepcional pulso. Consiguió dos títulos nacionales: el primero en 1945 en Sevilla al desbancar a Finín Igareda, y el segundo en 1949 en Torrelavega donde superó a Ramiro González, tras lograr, a lo largo de los cinco concursos del Campeonato, nada menos que 13 emboques, cifra jamás igualada por nadie. Fue también campeón regional en los años 1941 y 1945, siendo por tanto, el primer campeón regional de Cantabria.

### Última etapa
Con más de 50 años, Rogelio González continuó jugando a los bolos. Sus bolucas conservaban la efectividad pero no respondían en el birle. Ganó de todos modos Copa Excelentísimo Gobernador Civil de Santander y varios concursos en Asturias, pero el surgimiento de jugadores como Modesto Cabello y Joaquín Salas marcarían el comienzo de su ocaso deportivo. El escritor Jesús Cancio inmortalizó a este jugador, afirmando:

¿Quién convirtió con tal viril jugada la aldeana bolera en Olimpiada? Es el Zurdo de Bielva, que ha embocado.

Rogelio González Vinoles falleció el 14 de marzo de 1960, a la edad de 63 años, su pérdida provocó una enorme consternación en la región.

## Conmemoración

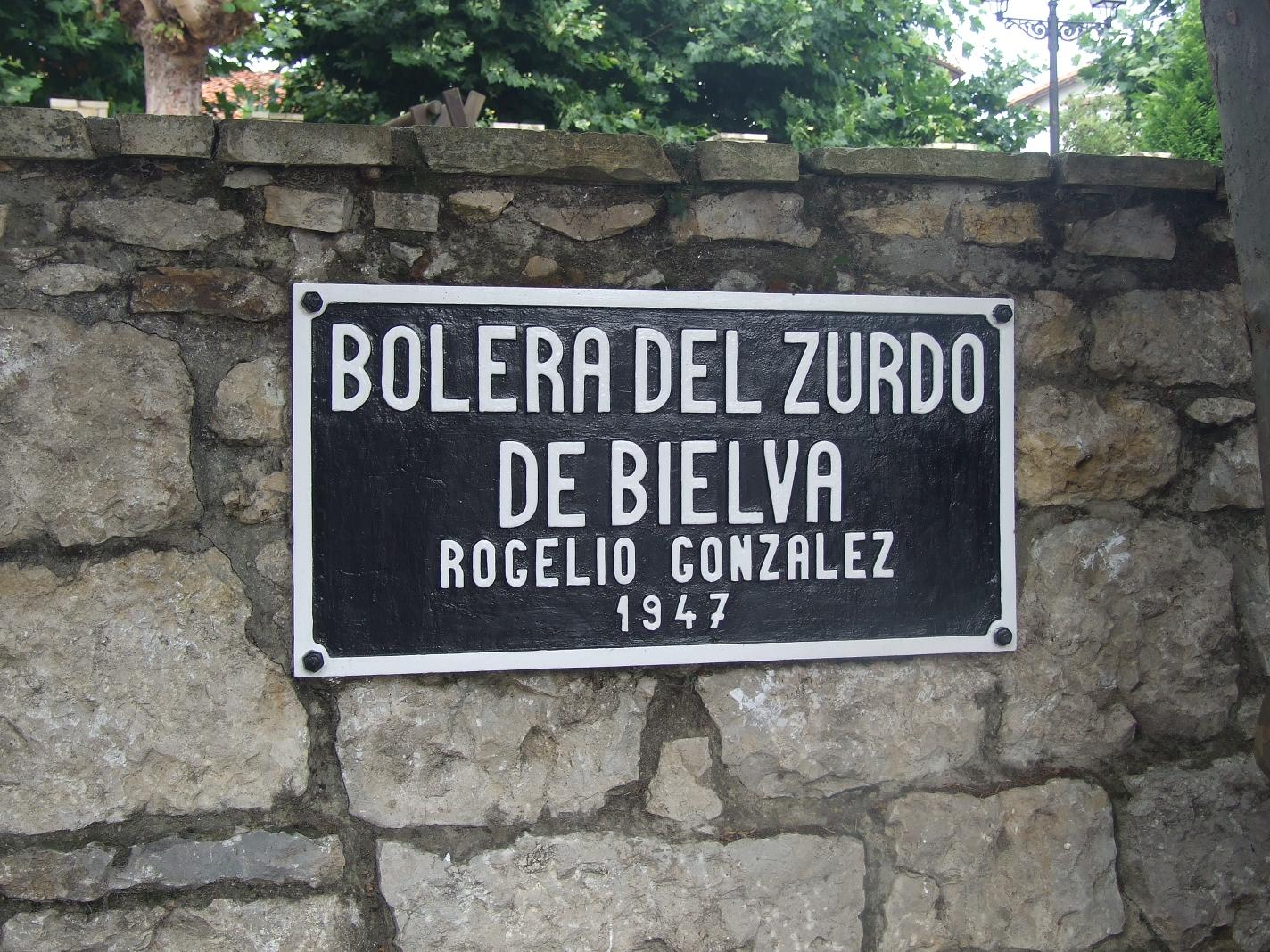
Bolera en honor de Rogelio González, el Zurdo de Bielva, en el centro del pueblo de Bielva.

- En la actualidad, cada año se celebra el Memorial Zurdo de Bielva, para testimoniar el recuerdo y confirmar el perenne homenaje póstumo a la figura humana y deportiva del mítico y legendario jugador Rogelio González Vinoles.[1]

## Palmarés
- Campeón de España Individual: 1945 (542 bolos), 1949 (646).
- Campeón Regional Individual: 1941 (786 bolos a cuatro bolas) y 1945 (611).